# Tesuque
Los Tesuque o tetsugeh ("lugar entre algodonales") son una tribu amerindia de cultura pueblo y lengua tewa (grupo de lenguas kiowa-tanoanas) que vive en Nuevo México, Estados Unidos, cerca de los pueblos Nambé y Pojoaque. Su lengua tenía unos 200 parlantes en 1967. Según datos del BIA de 1995, había 356 apuntados al rol tribal, pero según el censo de 2000 estaban registrados 425 individuos.
El pueblo Tesuque (condado de Santa Fe, Nuevo México) tenía 909 habitantes, pero solo el 0,44 % eran amerindios y el 18.37 % hispanos.
- Datos: Q16639243